# Michael Oscislawski
Michael Oscislawski (auch Michał Ościsławski, * 16. Januar 1987 in Bytom, Polen) ist ein deutscher Fußballspieler polnischer Herkunft. Der Linksfuß kann sowohl offensiv als auch defensiv auf beiden Flügeln eingesetzt werden.

## Laufbahn
Oscislawski spielte in der Jugend zunächst für den TuS Kruckel und Rot-Weiß Barop, bevor er zu Borussia Dortmund wechselte. Hier spielte er bis zum Ende der Saison 2005/06 hauptsächlich in den Juniorenmannschaften, kam aber bereits in der Spielzeit 2004/05 als Einwechselspieler zu ersten Einsätzen im Seniorenbereich, die er für die Reserve der Borussia in der Regionalliga Nord bestritt. Im Sommer 2006 wurde er schließlich fest in den Kader der zweiten Herrenmannschaft integriert, blieb jedoch in den folgenden Jahren Ergänzungsspieler. In dieser Funktion stieg er in der Saison 2008/09 mit seinem Team in die 3. Liga auf. Dort gab er am 28. August 2009 sein Profiligadebüt, bei der 1:2-Heimniederlage gegen die SpVgg Unterhaching. Er ersetzte dabei in der 72. Minute Julian Koch.
Ab der Saison 2010/11 spielte Oscislawski beim Regionalligisten Sportfreunde Lotte.